# Nomen agentis
Nomen agentis (pluralis nomina agentis) är ett verbalsubstantiv som betecknar den som utför eller upplever verbhandlingen.
Det viktigaste suffixet som används för att bilda nomina agentis i svenskan är -are, såsim i ”läsare, lärare, skrivare”. Även andra suffix utnyttjas, såsom -ör i ”markör, charmör”, samt -ist i ”cyklist” och -ant i ”kontrollant” med mera.
| verb       | nomen agentis |
| ---------- | ------------- |
| konkurrera | konkurrent    |
| förlora    | förlorare     |
| spinna     | spindel       |